# Vibrio phosphoreum
Vibrio fosforeum lub Photobacterium phosphoreum – Gram-ujemna bakteria bioluminescencyjna żyjąca w symbiozie z organizmami morskimi. Może emitować niebiesko-zielone światło (490 nm) z powodu reakcji chemicznej między FMN, lucyferyną i tlenem cząsteczkowym katalizowanym przez enzym zwany lucyferazą.

## Ekologia
Photobacterium phosphoreum jest popularnym symbiontem ryb głębinowych, w przeciwieństwie do krewnych Vibrio, które często występują w kałamarnicach na płytkich i średnich głębokościach. Istnieją dowody na to, że P. fosforeum również ściśle współpracuje z zooplanktonem, ponieważ stwierdzono, że jest on przyczepiony do zewnętrznych powierzchni zooplanktonu.
Korzyści biologiczne są osiągane przez obu członków w symbiotycznym związku między bakteriami i gospodarzem. P. fosforeum kolonizuje narządy lekkie żywiciela i odgrywa rolę poprzez emisję światła w komunikacji, przyciąganiu zdobyczy i unikaniu drapieżników. Gospodarz ma możliwość kontrolowania bioluminescencji za pomocą mechanizmów takich jak rolety. W zamian gospodarz dostarcza P. fosforeum składników odżywczych, tlenu i chronionej niszy.
Uważa się, że psucie się zapakowanych ryb, takich jak łosoś i dorsz, spowodowane przez P. fosforeum jest częściowo spowodowane zdolnością bakterii do wytwarzania AHL (N-acylowanych homoserynowych laktonów), które są cząsteczkami komunikacyjnymi regulującymi bioluminescencję. AHL znaleziono tylko w niebioluminescencyjnych szczepach P. fosforeum. Sugeruje to, że AHL może negatywnie regulować bioluminescencję. P. fosforeum jest w stanie utrzymać żywotność na zewnętrznych powierzchniach migrującego łososia, żyjąc pod ochroną śluzu ryb. Redukcja TMAO do TMA również przyczynia się do zepsucia w wyniku narażenia ryby na P. fosforeum.

## Zastosowanie w biotechnologii
Photobacterium phosphoreum zastosowano ze względu na jego niezawodną bioluminescencję do pomiaru toksyczności w środowisku wodnym z powodu biodegradowalnych toksyn wodnych. Bezpieczeństwo, prosta obsługa i opłacalność bioluminescencji sprawia, że jest to wiarygodny wskaźnik do oceny próbek wodnych zawierających toksyczne substancje, takie jak pestycydy, PCB, węglowodory aromatyczne, paliwa, alkany, alkohole i metale ciężkie. System biochemicznego zapotrzebowania na tlen (BZT) wykorzystuje bioczip, który unieruchomił Photobacterium phosphoreum w otworach rzędu mikrometrów. Ten akrylowy czip unieruchamia P. fosforeum z 3% lub 15% żelem alginianu sodu. Stałą bioluminescencję można zaobserwować na chipie w obecności standardowego roztworu BZT, co pokazuje, że może on wykryć BZT na miejscu. Redukcja luminescencji dzięki fizjologicznym reakcjom P. fosforeum na toksyczne substancje odżywcze jest wykorzystywana jako sygnał do wykrywania i pomiaru analitu. BZT jest szeroko stosowany jako wskaźnik środowiskowy w procesach oczyszczania ścieków Wykrywa stopień zanieczyszczenia powodowanego przez substancje biodegradowalne w środowisku wodnym. Tradycyjne metody wymagały 5 dni do ustalenia wartości BZT, jednak unieruchomiony chip Photobacterium phosphoreum może dawać szybkie i powtarzalne pomiary BZT.

## Patologia
Photobacterium phosphoreum nie ma znanej aktywności patogennej. Nie wiadomo, czy powoduje choroby u ludzi, roślin lub zwierząt.

## Opis i znaczenie
Photobacterium phosphoreum został po raz pierwszy wyizolowany ze środowiska wodnego pod koniec lat 80. XIX wieku przez holenderskiego mikrobiologa Martinusa Beijerincka (1851–1931). Jest to Gammaproteobacteria, która jest Gram-ujemna, zwykle ruchliwa, są mezofilne i chemoorganotroficzne, mają fakultatywny metabolizm fermentacyjny i występują w środowiskach wodnych w powiązaniu z eukariotami.
Photobacterium phosphoreum jest jednym z wielu organizmów wytwarzających bioluminescencję w organizmach morskich. P. fosforeum jest symbiontem lekkich narządów, żyjącym w jelitach ryb, gdzie metabolity są dostarczane w zamian za bioluminescencję, która jest wykorzystywana do komunikacji, przyciągania ofiar i unikania drapieżników. P. fosforeum jest typowy dla ryb głębinowych. Jelito ryby, w której hodowany jest P. fosforeum, jest połączone z jakimś lekkim organem na rybie, który można kontrolować za pomocą aparatów migawkowych. P. fosforeum jest psychotolerancyjny i często rozwija się w niskich temperaturach, ale może być hamowany w temperaturach powyżej 25 stopni Celsjusza Bioluminescencja jest silnie związana z gęstością komórek, a bakterie żyjące swobodnie w oceanie nie są bioluminescencyjne, ponieważ znajdują się w narządach świetlnych organizmu gospodarza.
P. fosforeum działa również jako najważniejsza bakteria powodująca psucie upakowanych schłodzonych filetów rybnych. Powoduje zepsuty, rybi smak.